# Эльгета, Умберто
}
Умбе́рто Эльге́та (исп. Humberto Elgueta; 10 сентября 1904, Сантьяго, Чили — 28 ноября 1976 года) — чилийский футболист, полузащитник, участник чемпионата мира 1930 года.

## Биография
Играл за клубы «Голд-Кросс», «Сантьяго Уондерерс» и «Наваль де Талькауано». Дебютировал в сборной на Чемпионате Южной Америки в 1920 году. Через два года вновь сыграл на этом турнире.
В 1930 году отправился в составе сборной Чили на первый чемпионат мира в Уругвай, сыграл матч против сборной Мексики (чилийцы победили 3:0). Больше не выступал за сборную.
| Матчи и голы Умберто Эльгеты за сборную Чили | Матчи и голы Умберто Эльгеты за сборную Чили | Матчи и голы Умберто Эльгеты за сборную Чили | Матчи и голы Умберто Эльгеты за сборную Чили | Матчи и голы Умберто Эльгеты за сборную Чили | Матчи и голы Умберто Эльгеты за сборную Чили | Матчи и голы Умберто Эльгеты за сборную Чили |
| -------------------------------------------- | -------------------------------------------- | -------------------------------------------- | -------------------------------------------- | -------------------------------------------- | -------------------------------------------- | -------------------------------------------- |
| №                                            | Дата                                         | Место проведения                             | Соперник                                     | Счёт                                         | Голы                                         | Турнир                                       |
| 1                                            | 11 сентября 1920                             | Винья-дель-Мар, Чили                         | Бразилия                                     | 0:1                                          | -                                            | Чемпионат Южной Америки по футболу 1920      |
| 2                                            | 20 сентября 1920                             | Винья-дель-Мар, Чили                         | Аргентина                                    | 1:1                                          | -                                            | Чемпионат Южной Америки по футболу 1920      |
| 3                                            | 26 сентября 1920                             | Винья-дель-Мар, Чили                         | Уругвай                                      | 1:2                                          | -                                            | Чемпионат Южной Америки по футболу 1920      |
| 4                                            | 17 сентября 1922                             | Рио-де-Жанейро, Бразилия                     | Бразилия                                     | 1:1                                          | -                                            | Чемпионат Южной Америки по футболу 1922      |
| 5                                            | 23 сентября 1922                             | Рио-де-Жанейро, Бразилия                     | Уругвай                                      | 0:2                                          | -                                            | Чемпионат Южной Америки по футболу 1922      |
| 6                                            | 28 сентября 1922                             | Рио-де-Жанейро, Бразилия                     | Аргентина                                    | 0:4                                          | -                                            | Чемпионат Южной Америки по футболу 1922      |
| 7                                            | 5 октября 1922                               | Рио-де-Жанейро, Бразилия                     | Парагвай                                     | 0:3                                          | -                                            | Чемпионат Южной Америки по футболу 1922      |
| 8                                            | 10 декабря 1927                              | Винья-дель-Мар, Чили                         | Уругвай                                      | 2:3                                          | -                                            | Товарищеский матч                            |
| 9                                            | 16 июля 1930                                 | Монтевидео, Уругвай                          | Мексика                                      | 3:0                                          | -                                            | Чемпионат мира 1930                          |

Итого: 9 матчей / 0 голов; 1 победа, 2 ничьих, 6 поражений.